# ジリス
ジリス（地栗鼠）は、哺乳綱ネズミ目（齧歯目）リス科に属する、地上で生活するリスの総称。

## 「ジリス」の範囲
ひとくちに「ジリス」といっても、この言葉の指示範囲についてはさまざまな用法がある。
最も狭義には、旧Spermophilus属の和名として「ジリス属」が当てられていたが、この属は遺伝子系統分析の結果、単系統群ではないことが判明したため、8つの属に解体された。このため「ジリス属」の名称は現在宙に浮いている。
より一般的には、ジリスという呼び名は、マーモット族の中サイズの属を指す言葉として使われる（旧ジリス属の他、レイヨウジリス属、イワリス属などがこれに該当する）。この場合、マーモット族のうち、大型のものはマーモットやプレーリードッグ、小型のものはシマリスと呼び分けられる。
さらには、マーモット族全体の総称として「ジリス」が使われることもあり、その場合は「マーモットは大型のジリスである」といった表現がなされる。本項も基本的にはこの用法に従っている。
最も広義には、同じジリス亜科で、アフリカを中心に地上生活をするアラゲジリス族（アラゲジリス属など）まで含めてジリスという言葉が使われることもある。
別の問題として、シマリスは地上と樹上の両方で生活し、他の点でも典型的なリスに似ているため、樹上リス、ジリスと並ぶ独立の族 (Tamiini) とみなされることもあったが、遺伝子系統に基づく分類ではシマリスを独立の族とする考え方は否定されている。
特に東ヨーロッパからモンゴルにかけて生息するジリスは、ハタリス（畑栗鼠）と呼ばれる。ハタリス (suslik, souslik) は、ロシア語由来の名称であり、ユーラシア大陸の一部のジリスの和名・英名として用いられる。suslikの英名やハタリスの和名を持つ種の多くは、旧Spermophilus属の分割の際に新規に作られた属、Spermophilus sensu stricto（狭義の）にまとめられた。

## 分布
大半は北アメリカに分布し、少数の種がユーラシア大陸、アフリカ大陸に分布する。

## 形態
マーモット族の多くは尾が短く体格のよいリスであり、中でもアルプスマーモットは体長53-73センチメートル、体重5-8キログラムにもなる、現存する中でリス科最大の種である。種によって大きさも形態も多様だが、多くの種が後足で立って長時間直立の姿勢をとることができる点は共通している。
体毛は灰黄色や灰褐色で、斑紋や縞のあるものもある。尾には長い毛が生え箒状であるが、樹上性リスの尾ほど太くはない。前足の爪は長く、地面に穴を掘るのに適している。耳介は短く、頬の内側に食物を入れて運ぶための頬袋がある。

## 生態

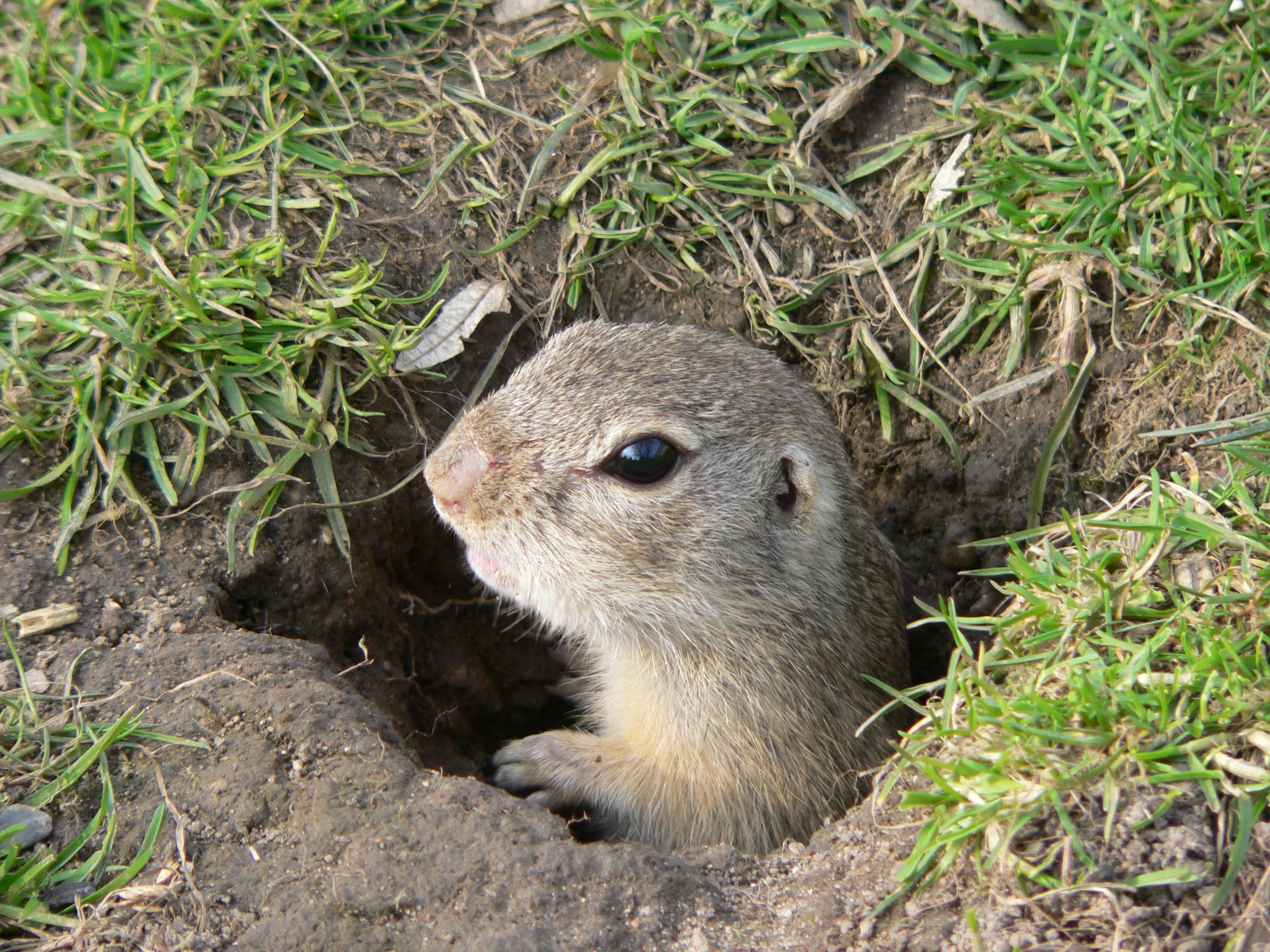
巣穴から顔を出すヨーロッパハタリス

生息地は多様で、草原や高山地帯のほか、熱帯の砂漠地方に住むハリスレイヨウジリス、極地に住むホッキョクジリスなど、両極端の環境に生活するものが含まれる。昼行性で、地上性。典型的なリス（樹上性リス）とは異なり、木には登らず、地上および地下の巣穴を行動範囲として暮らす。地面に掘った穴や、木の洞や倒木の陰、岩の間などを巣穴にしている。
樹上性リスに比べ社会性が高く、複雑な社会構造を持つコロニーを形成して生活することが多い。警戒心が強く、危険を察知した際や、高い草の向こうを見る必要があるときなどに、前足の掌を胸につけ後足で立ち上がる習性がある。捕食者の存在を仲間に知らせるため、鳥のさえずりや口笛のような甲高い警戒声を発する。
食性は草食性で、草や根、種子、木の実のほか、キノコ、昆虫、鳥の卵なども食べる。
北方に生息するものは冬眠する。ホッキョクジリスは1年のうち9か月ものあいだ冬眠して過ごす。
繁殖は1年に1回、妊娠期間は23-28日、1回の出産で5-12子を産む。子どもは毛も歯も生えておらず、眼も閉じた状態で生まれる。
天敵には、コヨーテ、イタチ類、タカなどの猛禽類がいる。
ペストなどの感染症を媒介するノミを持っていることがあり、農作物を食害したり、人家の下の地面を掘るなどの迷惑な行動をとることもあるため、駆除の対象となることもある。

## 進化

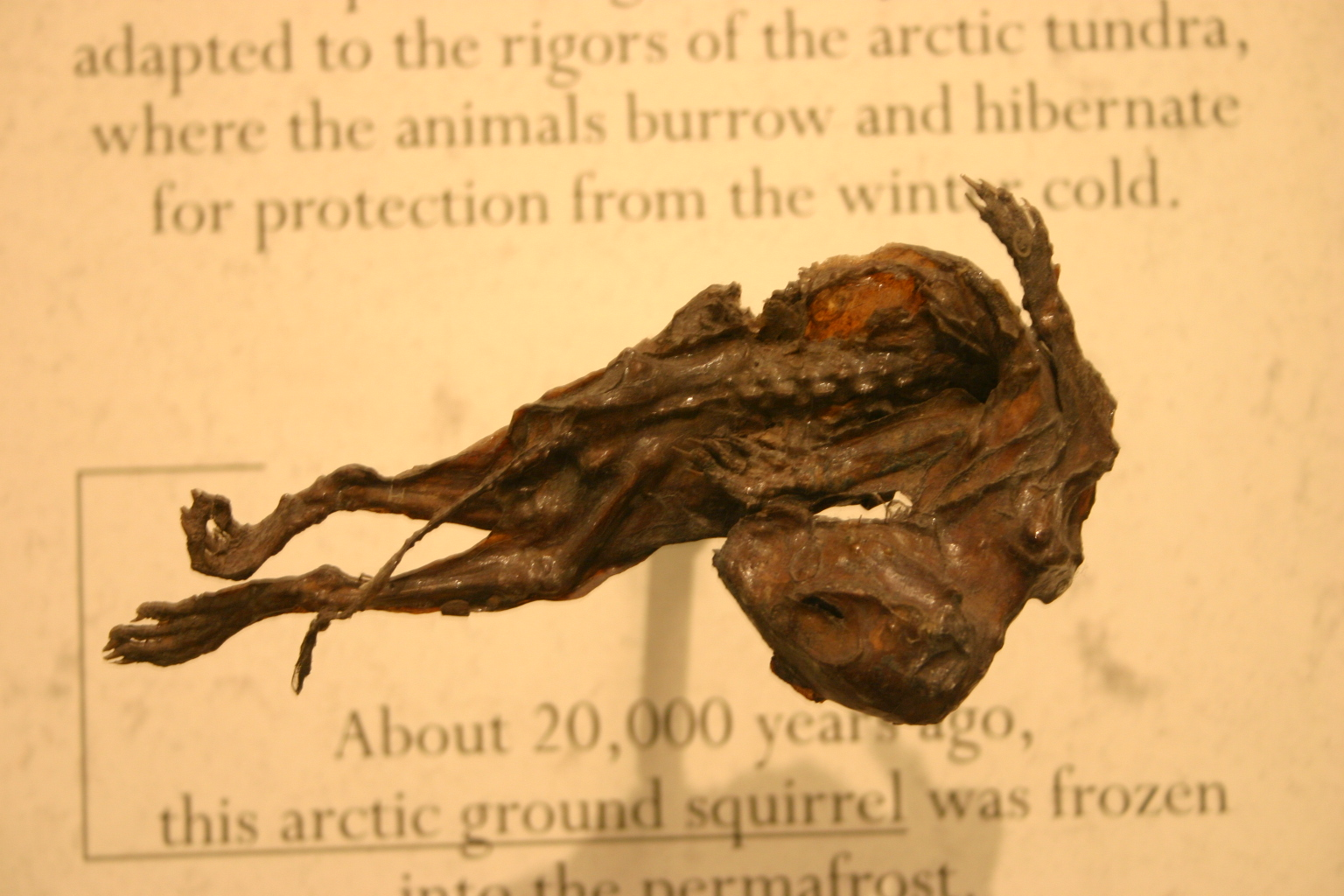
2万年前のホッキョクジリスのミイラ

ヨーロッパから見つかった化石 Palaeosciurus は知られているジリスの中で最も古いが、現存するMarmotini族のどの属ともあまり似ていない。Palaeosciurus属の最古の化石は、3000万年以上前の漸新世初期から出土しているが、おそらく1500万年前（中新世中期）までこの属が存続したと推測される。
マーモット族の起源は明らかになっていない。原初的なマーモットとシマリスが漸新世末期の北アメリカで見られることから、亜族の分岐は漸新世の初期から中期には起きたものと思われる。狭義のジリスの化石記録はあまり発見されておらず、せいぜい中新世中期以降である。現代のハタリスとプレーリードッグは、中新世中期にはすでに現在の分布区域で生息していたことが知られている。
マーモット族の分散について、当時はどちらも温暖な気候だったベーリング海峡またはグリーンランド地域を島伝いに渡って、北アメリカ大陸とユーラシア大陸に分散したのか、また、どちらの大陸からどちらの大陸へと分散したのか、もしくは両大陸が全く別の亜属を生み、それからもう片方へと広がったのか、いずれも解明されておらず、それにはより多くの化石資料を必要とする。
当時、ヨーロッパはツルガイ海 (Turgai Sea) によってアジアから分断されていた。その包括的な化石記録は、不確定のPalaeosciurusを除いては古代Marmotini族のものは不足しており、ベーリング地峡を渡った分散による東アジアまたは北アメリカ西部を起源とする仮説がわずかにより有力であるということを示しているかもしれない。このことは、現存する最古の系統と思われる中国のイワリス属によっても裏付けられている。
いずれにせよ、マーモット族のアフリカへの拡大は、アフリカ大陸原産で、同時期にマーモット族と同様に進化した、近親のアフリカヤシリス族とアラゲジリス族による競争排除によって妨げられたと考えられる。

## 分類
Callospermophilus以下、和名のない属は、以前はSpermophilusという単一の属とされ、ジリス属と訳されていたが、ミトコンドリア遺伝子を使った分析の結果、2007年に8つの別の属に分割され、いまだ定着した和名が存在しない（右の分岐図参照）。
ジリス亜科
- アラゲジリス族 Xerini (3属6種)

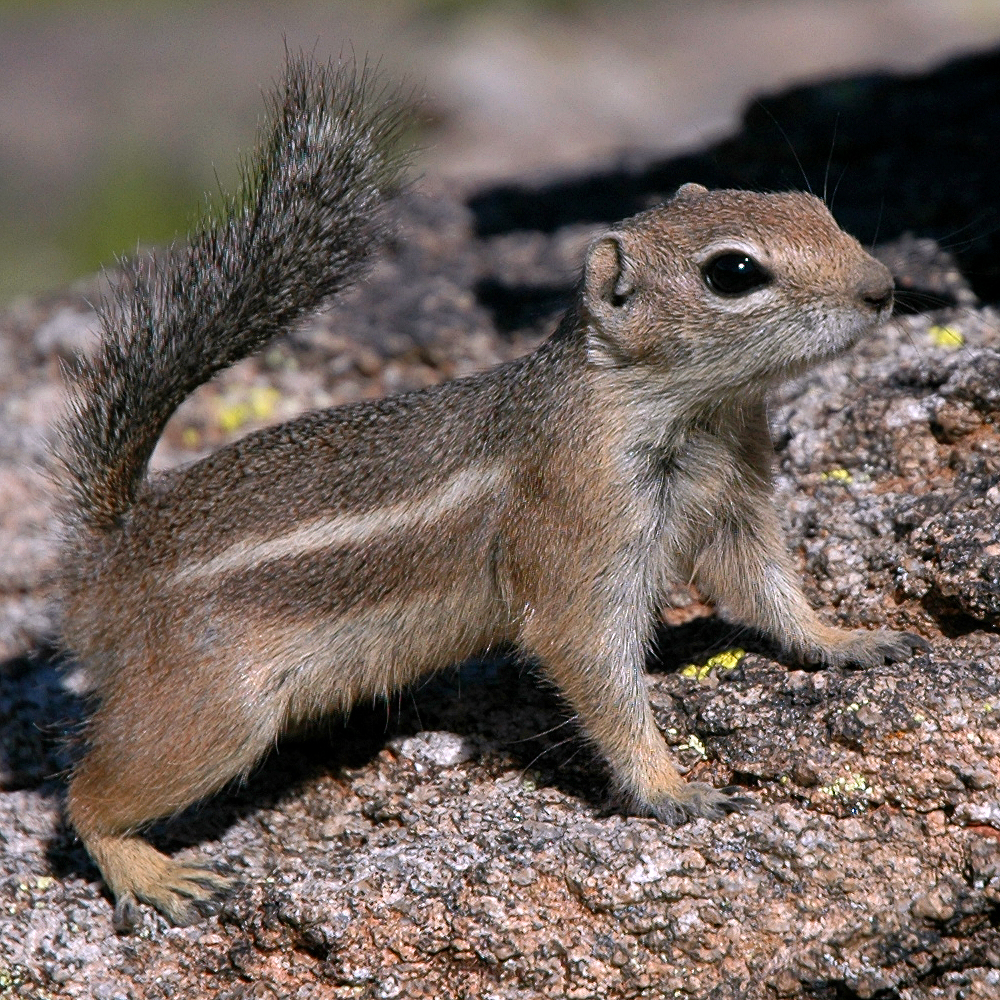
ハリスレイヨウジリス

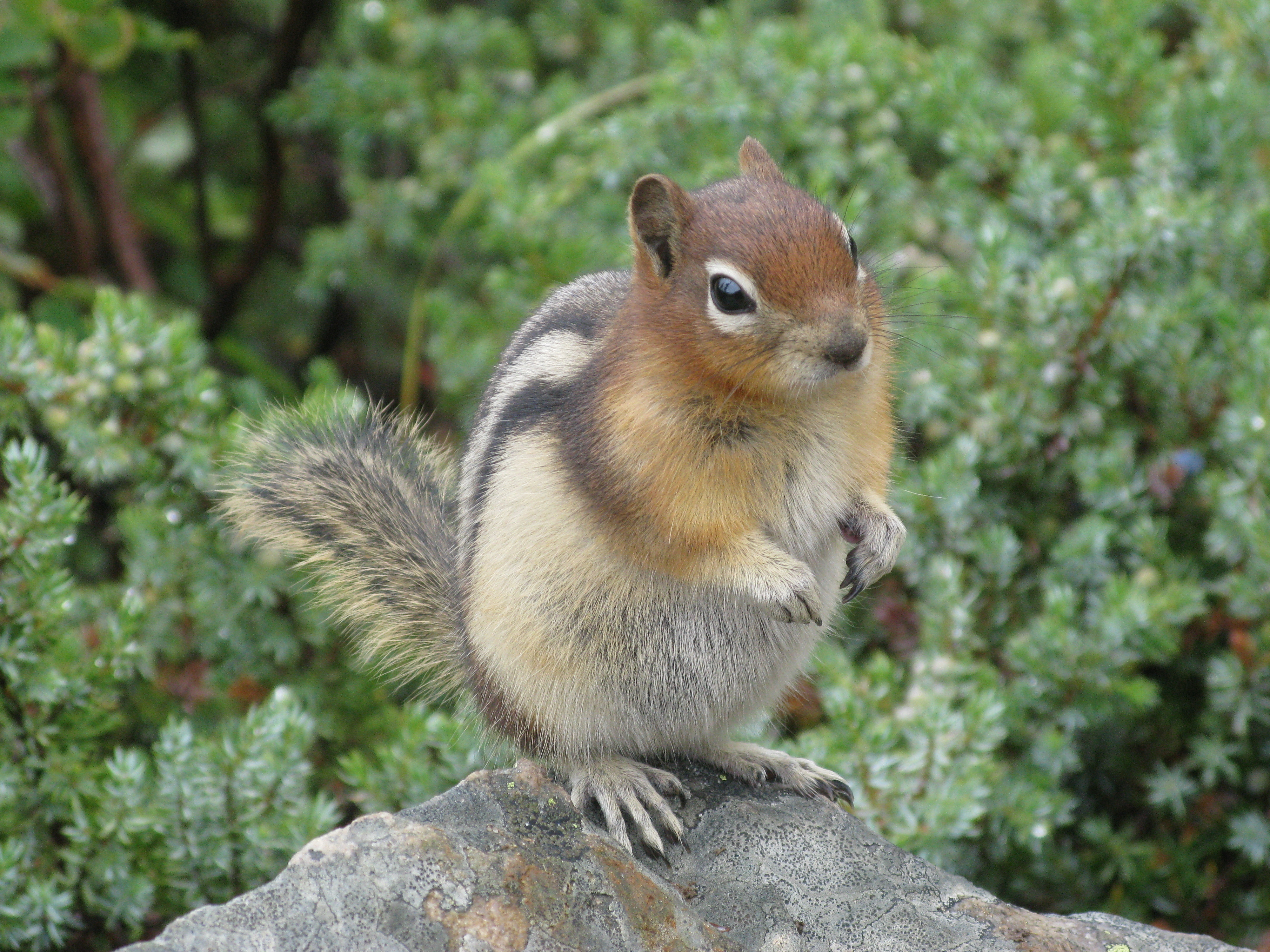
キンイロジリス

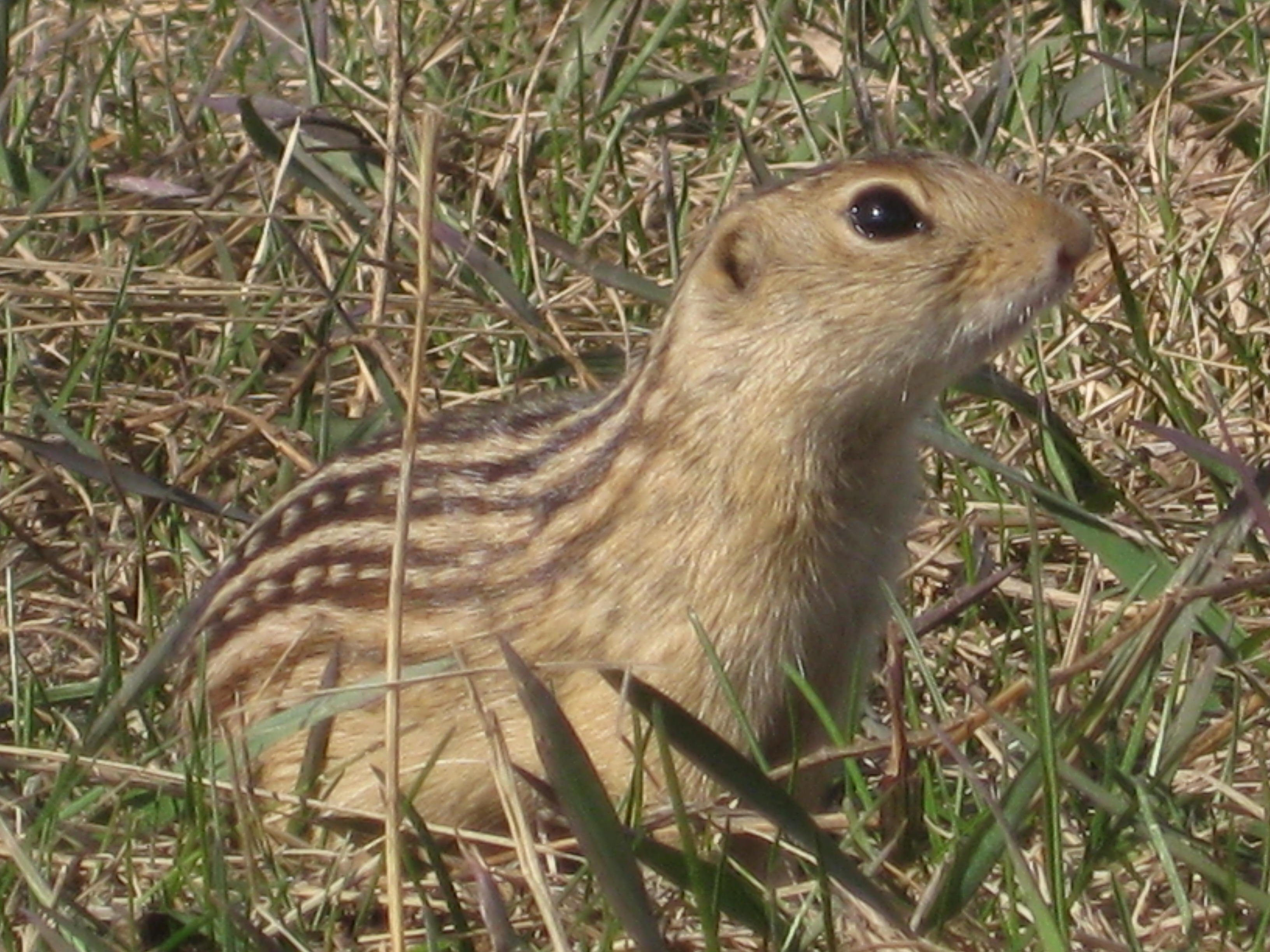
ジュウサンセンジリス

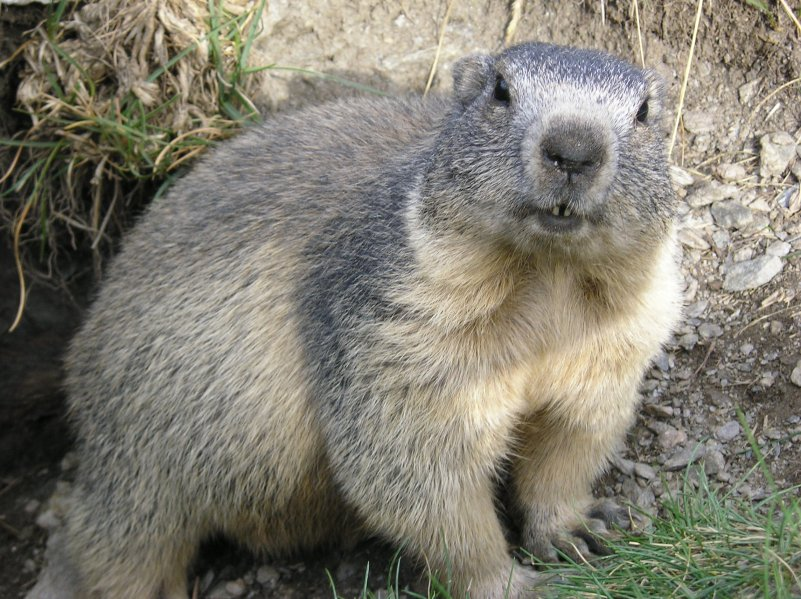
アルプスマーモット

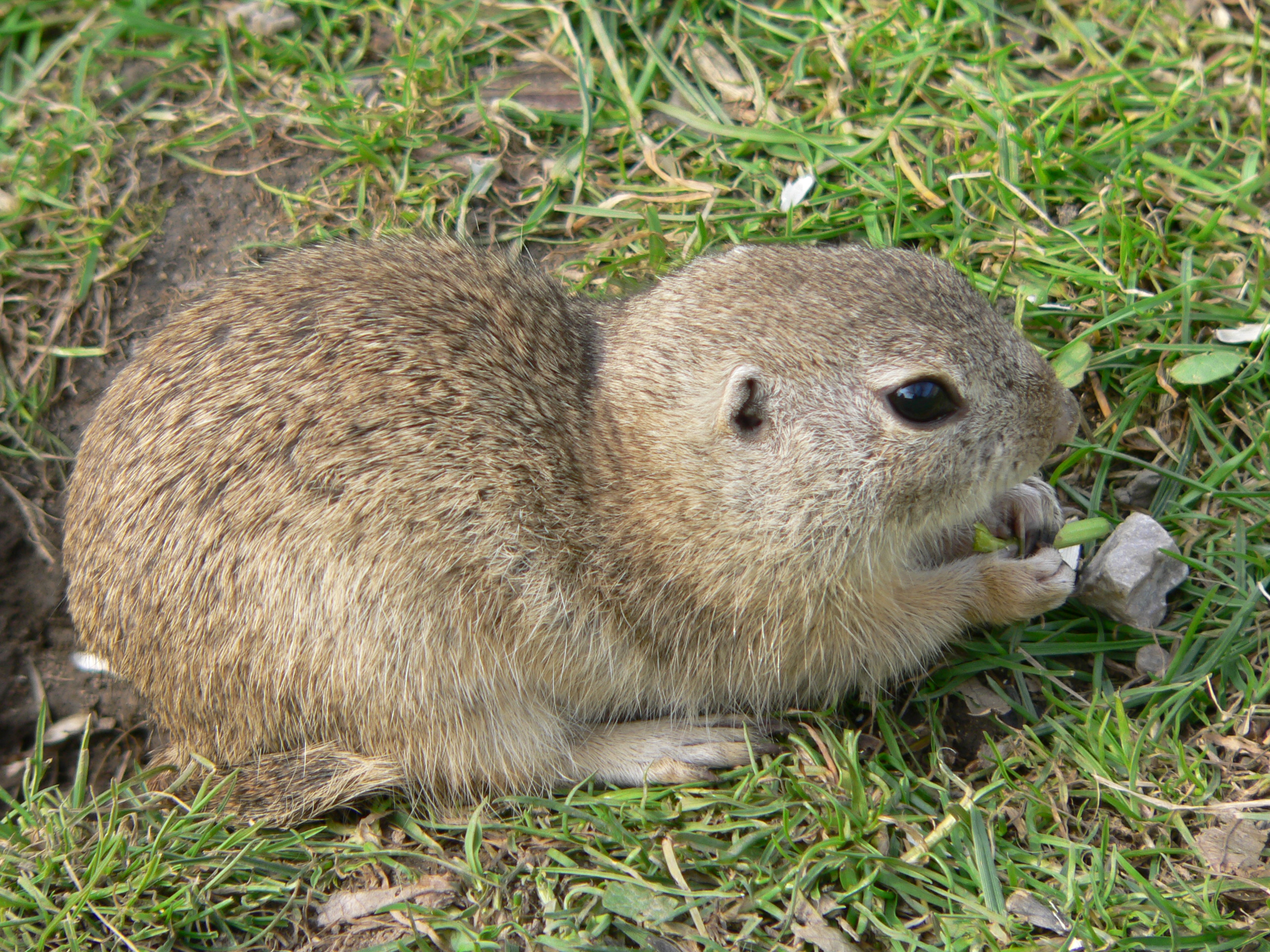
ヨーロッパハタリス

  - バーバリージリス属 Atlantoxerus - モロッコ、アルジェリア
  - ツメナガハタリス属 Spermophilopsis - 中央アジア
  - アラゲジリス属 Xerus - 南部アフリカ

- マーモット族 Marmotini (13属95種)
  - レイヨウジリス属 Ammospermophilus - アメリカ南部からメキシコ
    - ハリスレイヨウジリス Ammospermophilus harrisii
    - Ammospermophilus insularis
    - テキサスレイヨウジリス Ammospermophilus interpres
    - オジロレイヨウジリス Ammospermophilus leucurus
    - ネルソンレイヨウジリス Ammospermophilus nelsoni

  - Callospermophilus - カナダ、アメリカ、メキシコ 
    - キンイロジリス Callospermophilus lateralis
    - シエラマドレジリス Callospermophilus madrensis
    - カスケードキンイロジリス Callospermophilus saturatus

  - プレーリードッグ属 Cynomys　
  - Ictidomys - カナダ、アメリカ、メキシコ
    - メキシコジリス Ictidomys mexicanus
    - Ictidomys parvidens
    - ジュウサンセンジリス Ictidomys tridecemlineatus

  - マーモット属 Marmota　
  - Notocitellus - メキシコ
    - ネッタイジリス Notocitellus adocetus
    - ワオジリス Notocitellus annulatus

  - Otospermophilus - アメリカ、メキシコ
    - カリフォルニアジリス Otospermophilus beecheyi
    - イワジリス Otospermophilus atricapillus
    - カワリイワジリス Otospermophilus variegatus

  - Poliocitellus - カナダ、アメリカ
    - フランクリンジリス Poliocitellus franklinii

  - イワリス属 Sciurotamias - 中国
    - イワリス Sciurotamias davidianus
    - シロスジイワリス Sciurotamias forresti

  - Spermophilus sensu stricto （狭義の） - ユーラシア大陸
    - Spermophilus brevicauda - 2007年以前はホオアカハタリスの亜種とされていた。
    - ヨーロッパハタリス Spermophilus citellus
    - アラシャンハタリス Spermophilus alashanicus
    - ダウリアハタリス Spermophilus dauricus
    - ホオアカハタリス Spermophilus erythrogenys
    - オオバハタリス Spermophilus fulvus
    - アカハタリス Spermophilus major
    - コーカサスハタリス Spermophilus musicus
    - Spermophilus pallidicauda - 2007年以前はホオアカハタリスの亜種とされていた。
    - ヒメハタリス Spermophilus pygmaeus
    - Spermophilus ralli - ティエンシャンハタリスと同種とみなされることもある。
    - ティエンシャンハタリス Spermophilus relictus
    - ホシハタリス Spermophilus suslicus
    - Spermophilus taurensis - 2007年以前はキハタリスに含まれていた。
    - キハタリス Spermophilus xanthoprymnus

  - シマリス属 Tamias　
  - Urocitellus - 主に北米大陸に分布。オナガホッキョクジリスのみユーラシア大陸に分布する。
    - ユインタジリス Urocitellus armatus
    - ベルディングジリス Urocitellus beldingi
    - アイダホジリス Urocitellus brunneus
    - メリアムジリス Urocitellus canus
    - コロンビアジリス Urocitellus columbianus
    - ワイオミングジリス Urocitellus elegans
    - パイウートジリス Urocitellus mollis
    - ホッキョクジリス Urocitellus parryii
    - リチャードソンジリス Urocitellus richardsonii
    - タウンゼンドジリス Urocitellus townsendii
    - オナガホッキョクジリス Urocitellus undulatus
    - ワシントンジリス Urocitellus washingtoni

  - Xerospermophilus - アメリカ、メキシコ
    - モハーベジリス Xerospermophilus mohavensis
    - マルオジリス Xerospermophilus tereticaudus
    - ホシジリス Xerospermophilus spilosoma
    - ペロテジリス Xerospermophilus perotensis

## ギャラリー

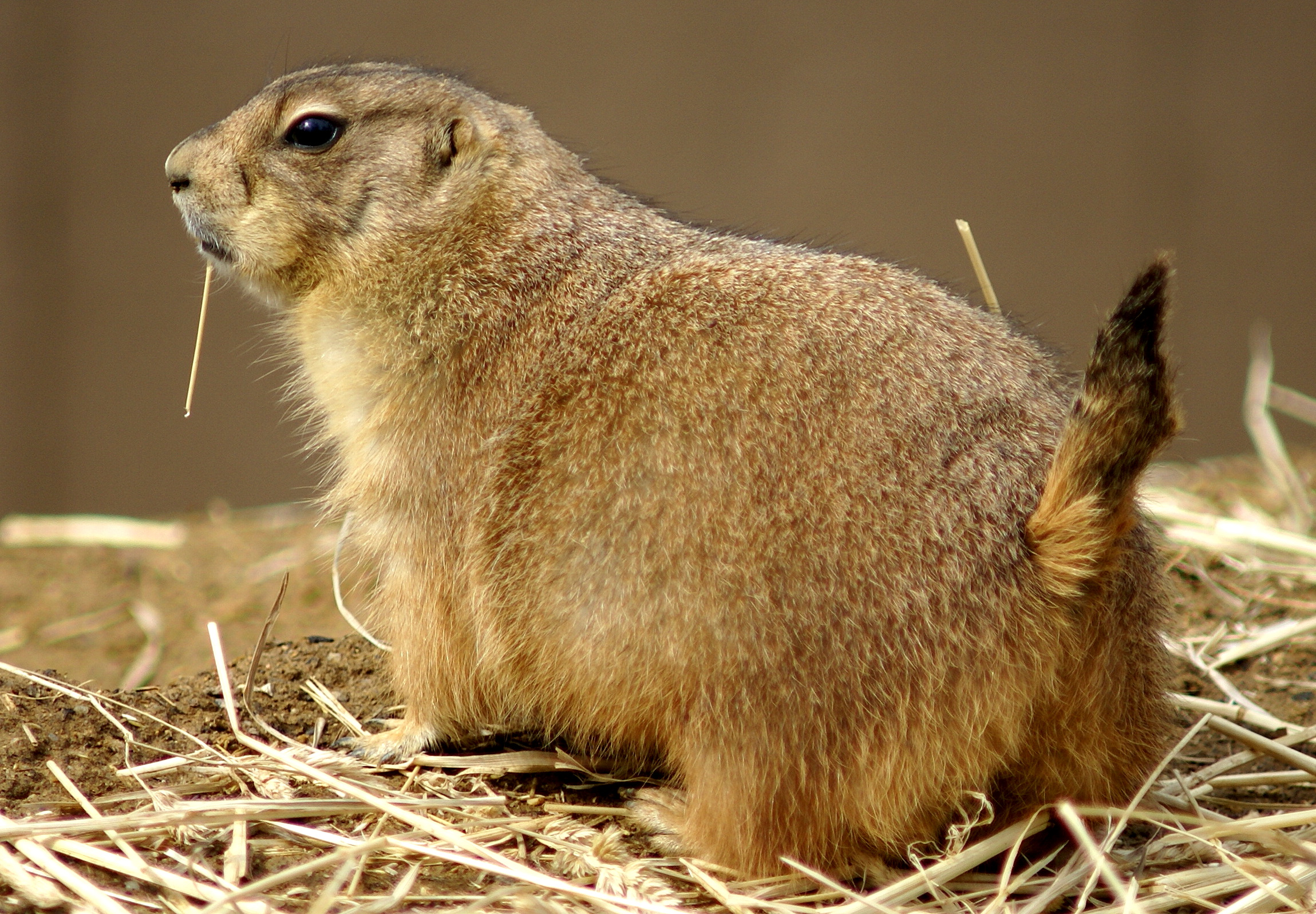
オグロプレーリードッグ Cynomys ludovicianus
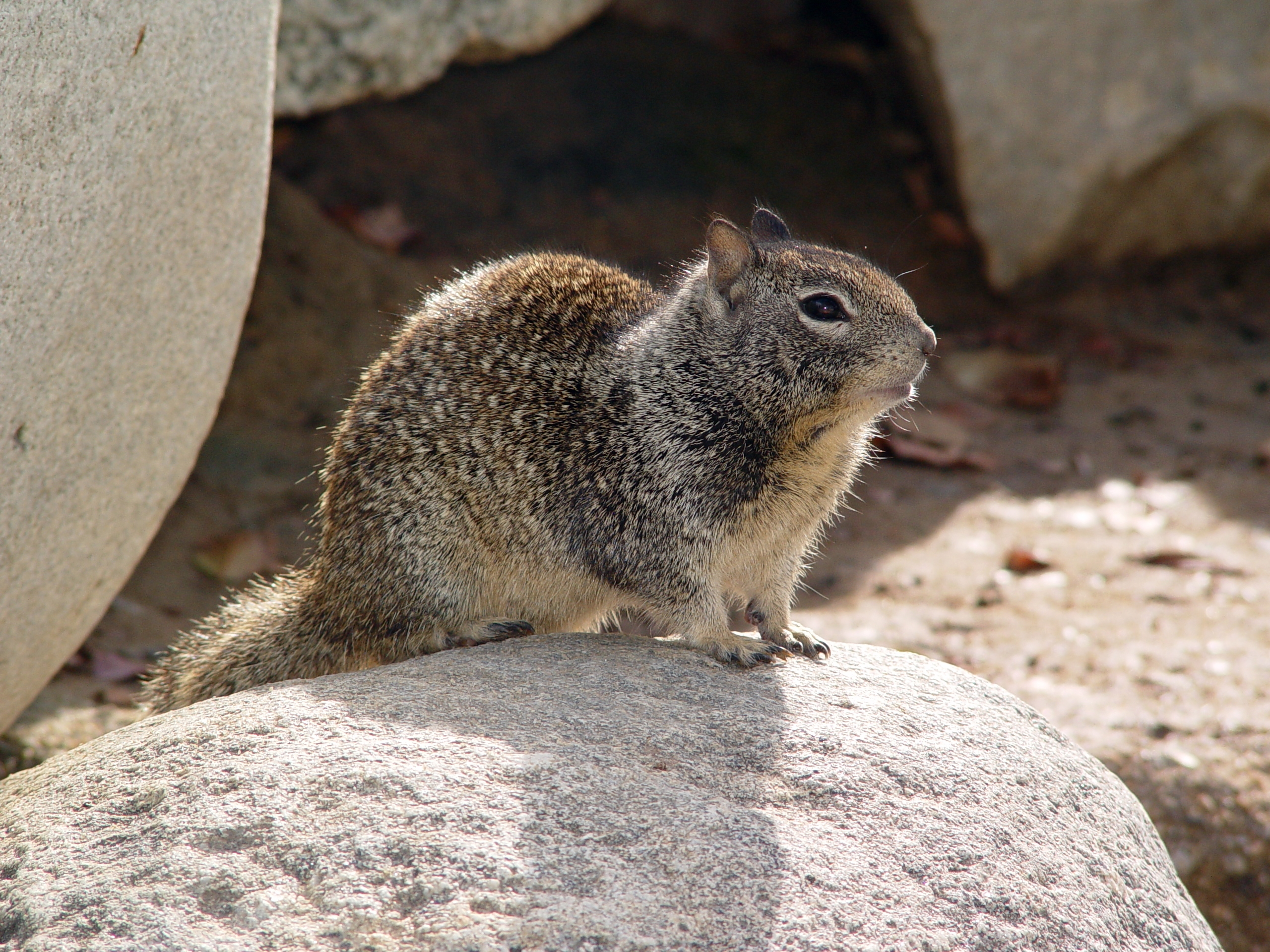
カリフォルニアジリス Otospermophilus beecheyi
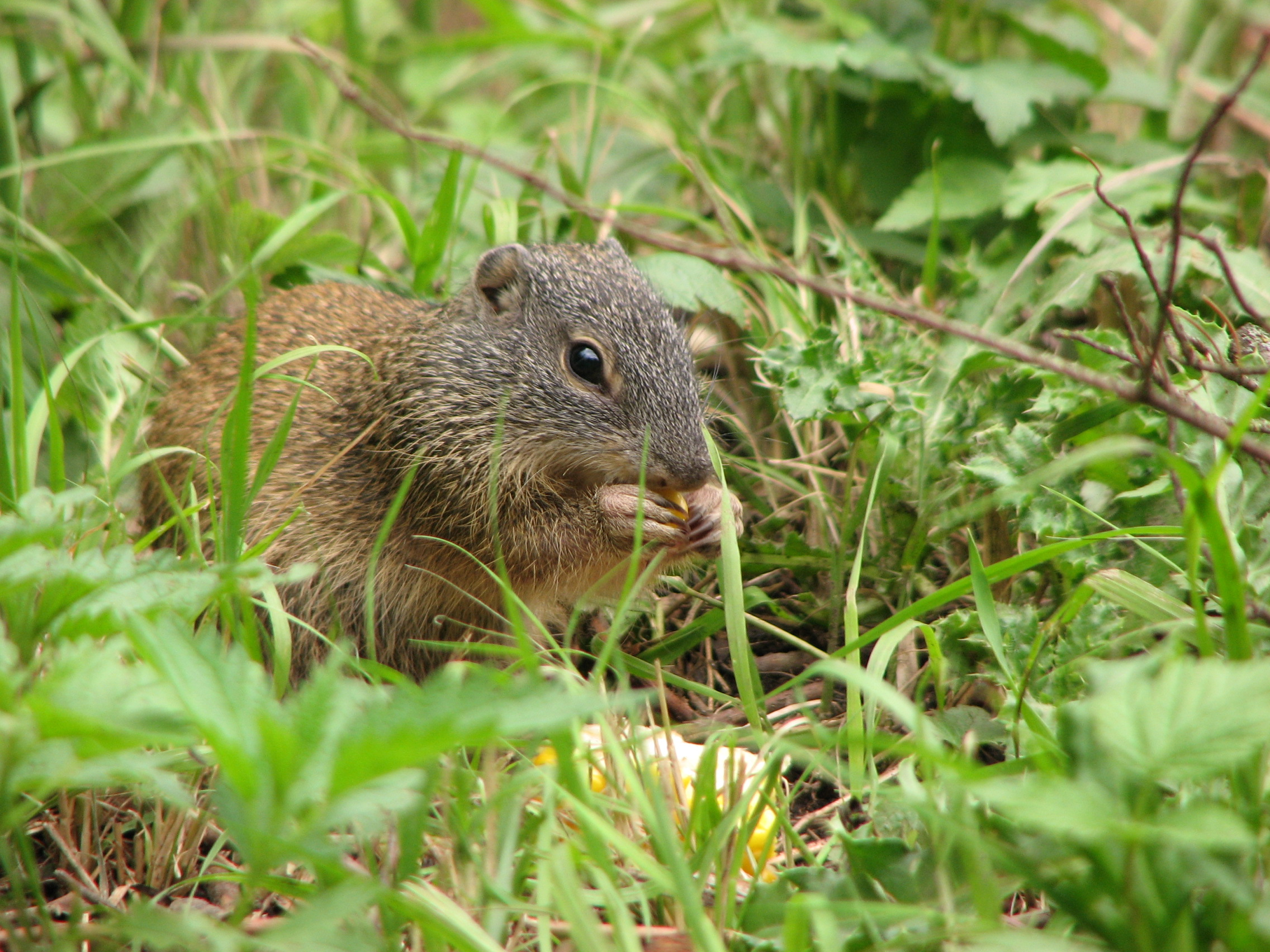
フランクリンジリス Poliocitellus franklinii
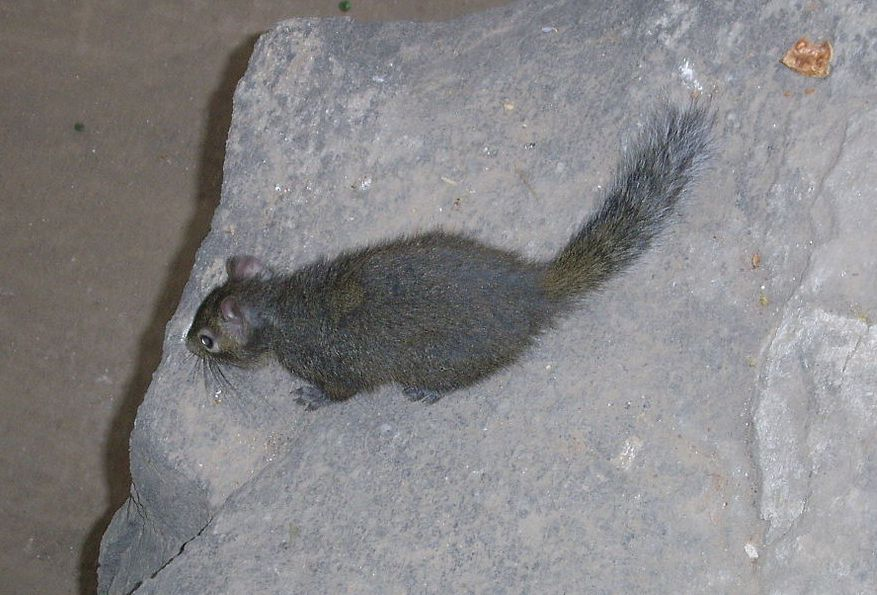
イワリス Sciurotamias davidianus
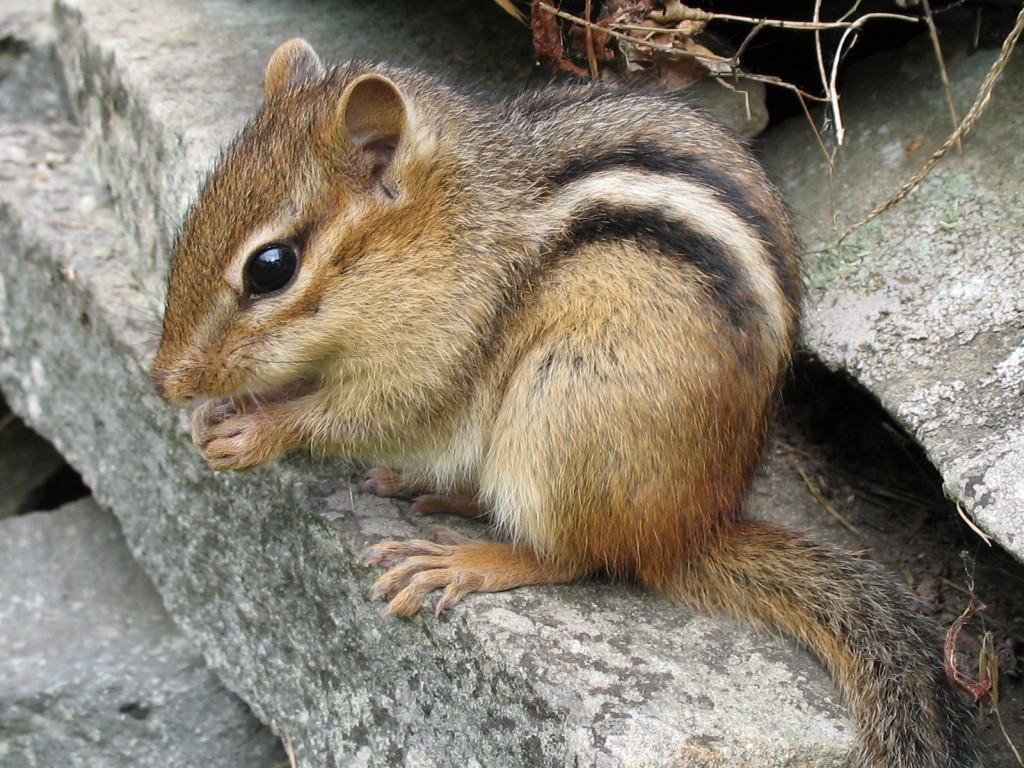
トウブシマリス Tamias striatus
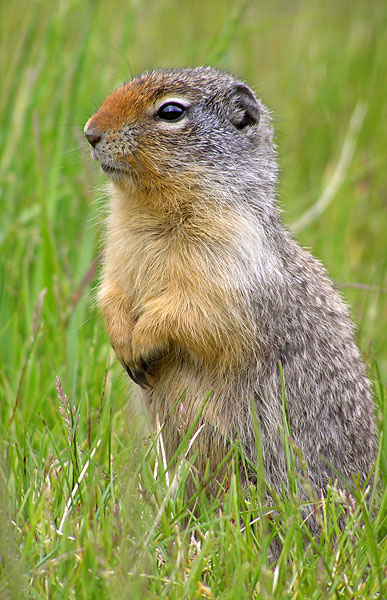
コロンビアジリス Urocitellus columbianus
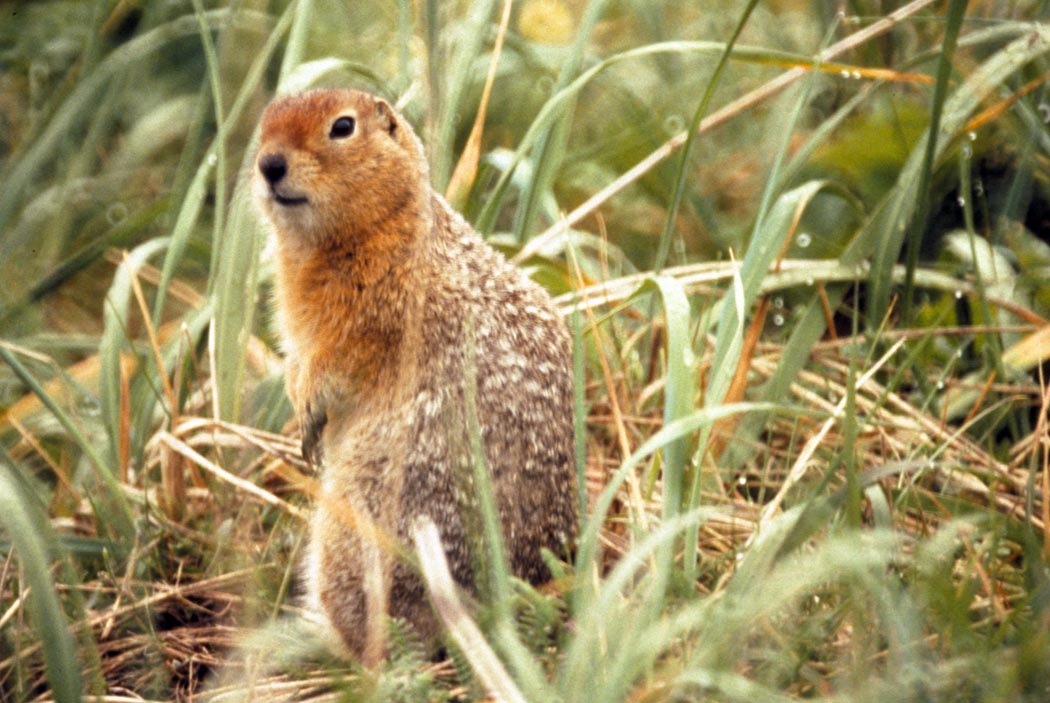
ホッキョクジリス Urocitellus parryii
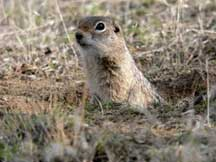
ワシントンジリス Urocitellus washingtoni
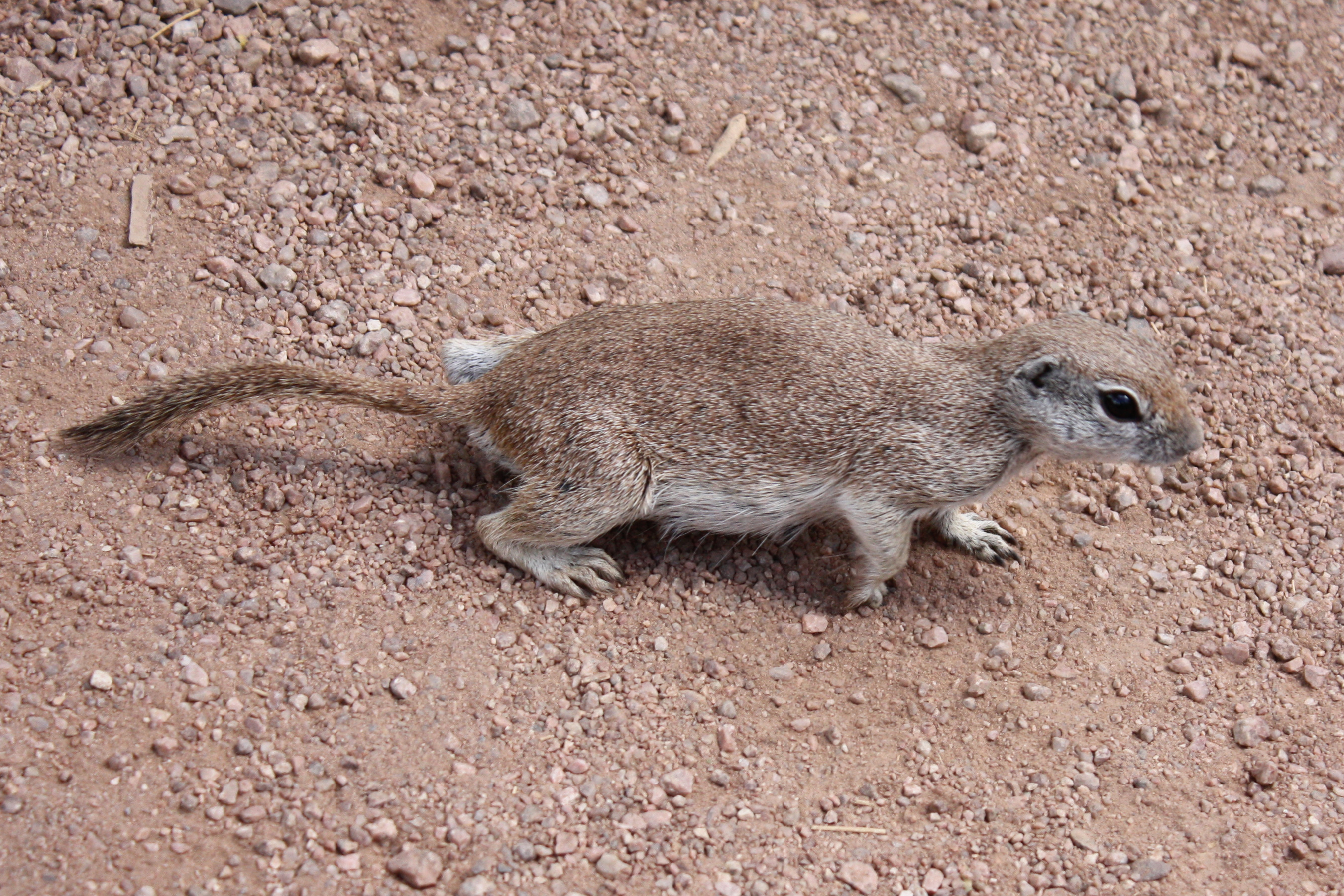
マルオジリス Xerospermophilus tereticaudus
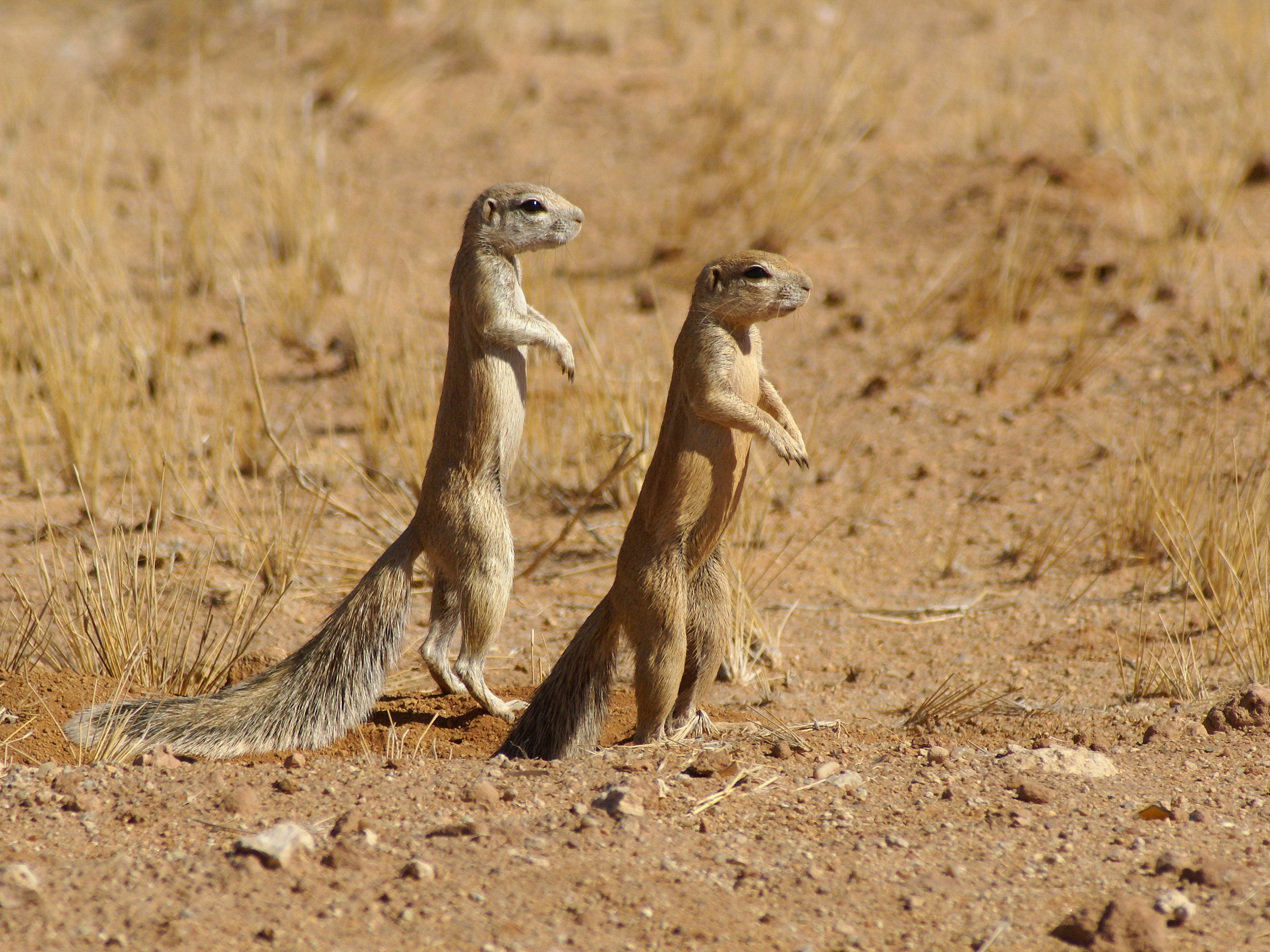
ケープアラゲジリス Xerus inauris